# Validentia elephas
Validentia elephas är en stekelart som först beskrevs av Heinrich 1934.  Validentia elephas ingår i släktet Validentia och familjen brokparasitsteklar. Inga underarter finns listade i Catalogue of Life.